# 羅宗耀
羅宗耀，曾任香港無綫電視編劇／編審。在1990年代加入無綫電視擔任助理編導，其後轉任編劇於2007年升任編審，首部編審劇集是《铁嘴银牙》。
於2015年離開無綫電視，《張保仔》為其在無線電視告別的作品。

## 助理編導列表

### 電視劇（無綫電視）
- 1991年：《老友鬼鬼》
- 1992年：《賭霸》

## 編審／編劇列表

### 電視劇（無綫電視）
- 1996年：《五個醒覺的少年》
- 1997年：《狀王宋世傑》
- 1999年：《狀王宋世傑（貳）》《騙中傳奇》
- 2000年：《金裝四大才子》
- 2006年：《天幕下的恋人》
- 2007年：《铁嘴银牙》（与梁恩東合作）
- 2008年：《原来爱上贼》（与劉彩雲合作）
- 2010年：《老公万岁》
- 2013年：《法外风云》
- 2014年：《大藥坊》（与吳肇銅合作）
- 2015年：《張保仔》

### 網絡劇（其他）
- 2022年：《逐流時代》